# Radošin
Radošin (cyr. Радошин) – wieś w Serbii, w okręgu pomorawskim, w gminie Svilajnac. W 2011 roku liczyła 492 mieszkańców.